# David Åhlén
David Marcus Åhlén (* 29. Juli 1885 in Helgesta, Södermanlands län in Schweden; † 21. August 1969 in Täby in Schweden) war ein schwedischer Kantor, Organist, Chorleiter, Musikpädagoge und Dirigent.

## Leben
David Åhléns Eltern  waren der Organist und Volksschullehrer Lars Åhlén und seine Frau Sofia Kindmark. David studierte von 1901 bis 1907 am Musikkonservatorium in Stockholm. Er legte 1903 sein Orgelexamen, 1904 die Klavierstimmerprüfung und 1907 das Examen in Kirchengesang und als Musiklehrer ab. Sein Klavierdozent war Lennart Arvid Lundberg. Sein Dozent in Kontrapunkt und Komposition war Ernst Henrik Ellberg. 1907 bis 1909 war er Organist in Djursholm. Von 1909 bis 1912 unterrichtete er am Volsschullehrerseminar Ateneum. Von 1910 bis 1920 war er Gesangslehrer an der Engelbrechtsvolksschule und von 1913 bis 1917 Organist und Kantor an der Kirche im Stadtteil Hjorthagen in Stockholm. Von 1917 bis 1956 war er Kantor und Chorleiter an der Engelbrektskyrkan in Stockholm. An der Königlich Musikalischen Akademie unterrichtete er von 1940 bis 1953 Chorgesang und Chorleitung.  Er leitete auch den Chor der Akademie, in welchem Birgit Nilsson während ihres Studiums sang. Einer seiner Schüler war Eric Ericson. Sein Grab befindet sich auf dem Kirchhof von Helgesta, südlich von Sparreholm.  Er war seit dem 28. Mai 1937 Mitglied der Königlichen Musikakademie mit der Mitgliedsnummer 618.
Waldemar Åhlén, sein Bruder, war der Komponist des Sommarpsalm. Er wurde in seiner Kindheit von David Åhlén im Klavier- und Orgelspiel sowie in Harmonielehre unterrichtet.

## Einspielungen
- Johann Sebastian Bach: Matteuspassionen. Kirchenchor der Engelbrektskyrka Stockholm. Mitglieder der Musikaliska Sällskapet. Mitglieder des Royal Philharmonic Orchestra Stockholm. Ltg.: David Åhlén. Aufnahme in schwedischer Sprache aus dem Jahr 1956. Veröffentlicht bei Caprice CAP22025, 2000.